# Michal Popiel
Michal Popiel (5 de agosto de 1985) es un deportista canadiense que compitió en judo. Ganó dos medallas de bronce en el Campeonato Panamericano de Judo en los años 2009 y 2011.

## Palmarés internacional
| Campeonato Panamericano | Campeonato Panamericano  | Campeonato Panamericano | Campeonato Panamericano |
| Año                     | Lugar                    | Medalla                 | Categoría               |
| ----------------------- | ------------------------ | ----------------------- | ----------------------- |
| 2009                    | Buenos Aires (Argentina) | Medalla de bronce       | –66 kg                  |
| 2011                    | Guadalajara (México)     | Medalla de bronce       | –66 kg                  |